# Rhinoraja
Rhinoraja – rodzaj ryb chrzęstnoszkieletowych z rodziny Arhynchobatidae.

## Rozmieszczenie geograficzne
Do rodzaju należą gatunki występujące w wodach północno-zachodniego Oceanu Spokojnego.

## Morfologia
Brak szczegółowych danych dotyczących długości i masy ciała.

## Systematyka
Rodzaj zdefiniował w 1952 roku japoński ichtiolog Reizo Ishiyama w artykule poświęconym badaniom nad płaszczkami i rajami należącymi do rodziny rajowatych, występującymi w Japonii i przyległych regionach, opublikowanym w czasopiśmie Journal of the Shimonoseki College of Fisheries. Gatunkiem typowym jest (oryginalne oznaczenie) R. kujiensis.

### Etymologia
Rhinoraja: gr. ῥις rhis, ῥινος rhinos ‘nos, pysk’; łac. raia ‘płaszczka, raja’.

### Podział systematyczny
Do rodzaju należą następujące gatunki:
- Rhinoraja kujiensis (Tanaka, 1916)
- Rhinoraja longicauda Ishiyama, 1952
- Rhinoraja odai Ishiyama, 1958 – raja ochrowa[5]